# La laitière suisse
Lida ou la Laitière suisse, (también conocida como Lydia, ou la Laitière Suisse, o como Natalie, oder Das schweizer Milchmädche) es un ballet de acción en 2 actos, con coreografía de Filippo Taglioni y música de Adalbert Gyrowetz. Presentado por primera vez como Das schweizer Milchmädche en el Theatre am Kärntnertor, Viena, Imperio austríaco, el lunes 8 de octubre de 1821.
Antoine Titus y de Frédéric-Auguste Blache realizaron una versión titulada La laitière suisse, también en 2 actos, representada en el Teatro de la Porte Saint-Martin el 25 de septiembre de 1823. Los roles principales estuvieron a cargo de Pierre-Jean Aniel, Louise Pierson y Charles-François Mazurier. El Almanac des spectacles de 1824 escribe que esta versión "no obtuvo el dinero que esperaba el autor M. Titus. Allí debutó la bailarina Aniel".

## Historia
Titus realizó una primera versión de este ballet en 1815, pero no tuvo éxito. La versión conjunta con Blache, realizada en 1823, gozó de una popularidad creciente, en particular gracias a la actuación de la joven Louise Pierson.
En 1832, Filippo Taglioni creó una nueva versión de este ballet, que tituló "Nathalie, ou La Laitière suisse" en la Ópera de París (Real Academia de Música) con su hija Marie en papel principal y Joseph Mazilier, papel de Oswald; con la música de Adalbert Gyrowetz y Michele Carafa. El libreto fue de Filippo Taglioni.
En San Petersburgo, Marius Petipa realizó su versión el 4 de diciembre de 1849, bajo el título Lida ou La laitière suisse . El estreno fue en el Teatro Bolshoi Kamenny, con música de Cesare Pugni.
En 1980, Pierre Lacotte reconstruyó la versión de Taglioni para el Ballet de Moscú, con la música de Gyrowetz y Carafa.
Este ballet puede verse como un paso intermedio entre La Fille mal gardée y Giselle. La traviesa hija de los pastores se convierte aquí en una de las primeras heroínas románticas.